# Розум, Юрий Александрович
Юрий Александрович Розум (род. 22 февраля 1954, Москва) — российский пианист, народный артист России (2001), лауреат международных конкурсов, президент Международного благотворительного фонда Юрия Розума, академик РАЕН, профессор Российской Академии музыки им. Гнесиных и Московского государственного института музыки имени Шнитке.

## Биография
Родился в семье баритона Александра Розума и дирижёра-хормейстера Академического хора русской песни радио и телевидения России Галины Рождественской.
Первым учителем музыки была педагог Анна Артоболевская. Учителями в Московской государственной консерватории им. Чайковского были профессора Евгений Малинин и Лев Наумов.
Лауреат международных конкурсов: имени королевы Софии в Мадриде (1979), имени Марии Канальс в Барселоне (1980), в Монреале (1984). Гастролировал в странах Европы, в США, Аргентине. Записал около двадцати компакт-дисков.
В 2005 году его имя присвоено Загорянской школе искусств. В том же году основан Международный благотворительный фонд Юрия Розума, который помогает музыкально одарённым детям.
В 2013 году в Республике Мальта была открыта музыкальная школа на базе Русской школы-пансиона, получившая имя Юрия Розума .
Основатель Международного фестиваля искусств «Звёздный», который, по традиции, проводится в апреле в Звездном городке и Щёлково Московской области.

## Общественная позиция
11 марта 2014 года на сайте Министерства культуры РФ появилось письмо президенту России Владимиру Путину в поддержку аннексии Крыма, под которым стояла подпись Розума. Сам Розум в комментарии в Фейсбуке заявил: «Первый раз вижу это письмо. Меня никто и не спрашивал о моём согласии», — а затем в интервью агентству ИТАР-ТАСС подтвердил свою подпись, заявив: «В моих жилах течет украинская кровь, я люблю Крым и не хочу, чтобы он был придатком к США, к НАТО».

## Награды
- Орден Почёта (21 мая 2024 года) — за большой вклад в развитие отечественной культуры и искусства, многолетнюю плодотворную деятельность[6];
- Медаль ордена «За заслуги перед Отечеством» II степени (20 января 2015 года) — за большие заслуги в развитии отечественной культуры и искусства, телерадиовещания и многолетнюю плодотворную деятельность[7];
- Медаль «За трудовую доблесть» (1986 г.);
- Народный артист Российской Федерации (24 сентября 2001 года) — за большие заслуги в области искусства[8];
- Заслуженный артист РСФСР (1987 г.);
- Народный артист Дагестана (2014 г.);
- Почётный знак «За заслуги в развитии культуры и искусства» (27 ноября 2014 года, Межпарламентская ассамблея СНГ) — за значительный вклад в формирование и развитие общего культурного пространства государств — участников Содружества Независимых Государств, реализацию идей сотрудничества в сфере культуры и искусства[9];
- Нагрудный знак РФ «За вклад в российскую культуру» (2017, Министерство культуры Российской Федерации)[10];
- орден Петра Великого 1-й степени (2005 г.);
- орден «Служение искусству» (2005 г.);
- орден «Рыцарь науки и искусства» (2005 г.);
- I-ая Международная общественная Премия «Хрустальный подсолнух» (2007 г.);
- орден Дягилева (2008 г.);
- орден "За вклад в культуру (2008 г.);
- орден Святой Екатерины «За Любовь и Отечество» (2009 г.);
- награда Общероссийского Общественного Движения
- «За сбережение народа» (2011 г.);
- награда «Орден Мира» (2011 г.).
- орден «Доброе сердце» (2014 г.);
- титул Почетного Рыцаря ордена Рондмонс, Швейцария (2014 г.);
- орден «Единение» в честь 60-летия образования Организации Объединенных Наций (2014 г.);
- памятная медаль имени генерала-адмирала Ф. М. Апраксина за личный вклад в сохранение исторического наследия (2014 г.);
- 17 декабря 2015 г. оргкомитет Национальной премии общественного признания достижений граждан Российской Федерации «Великие Люди Великой России» наградил Юрия Розума наградой «Честь и слава России»;
- 20 декабря 2015 г. Юрий Розум награждён Золотым орденом «За вклад в искусство» от Московского Фонда Мира.
- 29 марта 2016 г. В Доме правительства Московской области прошло награждение деятелей культуры. Среди отмеченных Губернатором Андреем Воробьевым был и Юрий Розум, который получил орден Преподобного Сергия Радонежского.